# Merremia davenportii
Merremia davenportii är en vindeväxtart som först beskrevs av Ferdinand von Mueller, och fick sitt nu gällande namn av Hallier f. Merremia davenportii ingår i släktet Merremia och familjen vindeväxter. Inga underarter finns listade i Catalogue of Life.